# Teresa Bell
Teresa A. Bell (ur. 28 sierpnia 1966) – amerykańska wioślarka. Srebrna medalistka olimpijska z Atlanty.
Zawody w 1996 były jej jedynymi igrzyskami olimpijskimi. Medal zdobyła w dwójce podwójnej wagi lekkiej, płynęła wspólnie z Lindsay Burns. Na mistrzostwach świata w tej konkurencji w 1997 zajęła piąte miejsce. 